# Biserica „Sfântul Arhanghel Mihail” din Vadul-Rașcov
Biserica „Sf. Arhanghel Mihail” este o biserică amplasată în Vadul-Rașcov, raionul Șoldănești, Republica Moldova. Este un monument arhitectural de importanță națională inclus în Registrul monumentelor Republicii Moldova ocrotite de stat cu nr. 2995 (raionul Șoldănești). Datează din 1787 – sf. sec. XIX.